# Peab
Peab AB er en svensk bygge- og anlægskoncern. De har deres primære forretningsomfang i Sverige, Norge, Finland og Danmark. I alt har de 130 kontorer og med hovedkontor i Förslöv i Skåne.
Virksomheden blev grundlagt som Paulssons Entreprenad AB i 1959 af brødrene Mats og Erik Paulsson.